# Gerald Henderson
Jerome McKinley "Gerald" Henderson Sr. (Richmond, 16 januari 1956) is een Amerikaans voormalig basketballer die driemaal het NBA kampioenschap won. Hij won de kampioensring tweemaal met de Boston Celtics en eenmaal met de Detroit Pistons.

## Carrière
Henderson speelde collegebasketbal voor de VCU Rams van 1974 tot 1978. In 1978 werd hij in de derde ronde als 64e gekozen door de San Antonio Spurs maar zijn contract werd nog voor de start van het seizoen ontbonden in september 1978. Hij speelde daarna een seizoen voor de Tucson Gunners uit de Western Basketball Association. In juni 1979 tekende hij bij de Boston Celtics en speelde er vijf seizoenen en werd twee keer NBA-kampioen.
In oktober 1984 werd hij geruild naar de Seattle SuperSonics voor een eerste ronde draftpick die uiteindelijk Len Bias werd. In november 1986 werd hij geruild naar de New York Knicks samen met een draftpick voor twee andere draftpicks. In november 1987 werd zijn contract bij de Knicks ontbonden en hij tekende in december 1987 bij de Philadelphia 76ers. In oktober 1989 tekende hij als vrije speler bij de Milwaukee Bucks waarvoor hij elf wedstrijden speelde maar zijn contract werd ontbonden in november 1989.
In december tekende hij bij Detroit Pistons maar in november 1989 werd zijn contract alweer ontbonden. In februari 1991 tekende hij opnieuw een contract bij de Pistons voor tien dagen. In maart tekende hij voor de rest van het seizoen bij hen. Begin oktober 1991 tekende hij bij de Houston Rockets maar nog voor het einde van de maand werd zijn contract ontbonden. In november tekende hij opnieuw bij de Rockets tot in januari 1992. In januari 1992 kreeg hij nog een tien dagen contract bij de Detroit Pistons.

## Erelijst
- NBA-kampioen: 1981, 1984, 1990
- VCU Athletic Hall of Fame: 1989[1]
- Virginia Sports Hall of Fame: 2012[2]
- Nummer 24 teruggetrokken door de VCU Rams

## Privéleven
Hendersons zoon Gerald Henderson Jr. werd ook een basketballer in de NBA.

## Statistieken

### Reguliere Seizoen
| Seizoen  | Team                | WG  | WS  | MPW  | 2P%  | 3P%  | FW%   | RPW | APW | SPW | BPW | PPW  |
| -------- | ------------------- | --- | --- | ---- | ---- | ---- | ----- | --- | --- | --- | --- | ---- |
| 1979/80  | Boston Celtics      | 76  | 2   | 14,0 | 50,0 | 33,3 | 69,0  | 1,1 | 1,9 | 0,6 | 0,2 | 6,2  |
| 1980/81  | Boston Celtics      | 82  | 10  | 19,6 | 45,1 | 6,3  | 72,0  | 1,6 | 2,6 | 1,0 | 0,1 | 7,8  |
| 1981/82  | Boston Celtics      | 82  | 31  | 22,5 | 50,1 | 16,7 | 72,7  | 1,9 | 3,1 | 1,0 | 0,1 | 10,2 |
| 1982/83  | Boston Celtics      | 82  | 9   | 18,9 | 46,3 | 18,8 | 72,2  | 1,5 | 2,4 | 1,2 | 0,0 | 8,2  |
| 1983/84  | Boston Celtics      | 78  | 78  | 26,8 | 52,4 | 35,1 | 76,8  | 1,9 | 3,8 | 1,5 | 0,2 | 11,6 |
| 1984/85  | Seattle SuperSonics | 79  | 78  | 33,5 | 47,9 | 23,7 | 78,0  | 2.4 | 7.1 | 1.8 | 0.1 | 13.4 |
| 1985/86  | Seattle SuperSonics | 82  | 82  | 31,3 | 48,2 | 34,6 | 83,0  | 2,3 | 5,9 | 1,7 | 0,1 | 13,1 |
| 1986/87  | Seattle SuperSonics | 6   | 6   | 25,8 | 50,0 | 0,0  | 94,4  | 1,5 | 5,3 | 1,0 | 0,0 | 11,2 |
| 1986/87  | New York Knicks     | 68  | 53  | 27,8 | 43,8 | 25,7 | 81,6  | 2,4 | 6,5 | 1,4 | 0,2 | 10,9 |
| 1987/88  | New York Knicks     | 6   | 2   | 11,5 | 35,7 | 50,0 | 100,0 | 1,7 | 2,2 | 0,3 | 0,0 | 2,3  |
| 1987/88  | Philadelphia 76ers  | 69  | 3   | 20,8 | 43,1 | 42,1 | 81,0  | 1,4 | 3,2 | 1,0 | 0,1 | 8,4  |
| 1988/89  | Philadelphia 76ers  | 65  | 0   | 15,2 | 41,4 | 30,8 | 81,9  | 1,0 | 2,2 | 0,6 | 0,0 | 6,5  |
| 1989/90  | Milwaukee Bucks     | 11  | 0   | 11,7 | 42,3 | 42,9 | 100,0 | 1,1 | 1,2 | 0,7 | 0,0 | 2,5  |
| 1989/90  | Detroit Pistons     | 46  | 0   | 7,3  | 50,6 | 45,2 | 76,9  | 0,7 | 1,3 | 0,2 | 0,0 | 2,3  |
| 1990/91  | Detroit Pistons     | 23  | 10  | 17,0 | 42,7 | 33,3 | 76,2  | 1,6 | 2,7 | 0,5 | 0,1 | 5,3  |
| 1991/92  | Houston Rockets     | 8   | 0   | 4,3  | 36,4 | 0,0  | 66,7  | 0,3 | 0,6 | 0,0 | 0,0 | 1,5  |
| 1991/92  | Detroit Pistons     | 8   | 0   | 7,8  | 38,1 | 60,0 | 100,0 | 0,8 | 0,6 | 0,4 | 0,0 | 3,0  |
| Carrière | Carrière            | 871 | 364 | 21,6 | 47,2 | 33,2 | 77,6  | 1,7 | 3,6 | 1,1 | 0,1 | 8,9  |

### Play-offs
| Seizoen  | Team               | WG | WS | MPW  | 2P%  | 3P%  | FW%  | RPW | APW | SPW | BPW | PPW  |
| -------- | ------------------ | -- | -- | ---- | ---- | ---- | ---- | --- | --- | --- | --- | ---- |
| 1979/80  | Boston Celtics     | 9  | –  | 11,2 | 40,5 | 0,0  | 60,0 | 1,1 | 1,3 | 0,4 | 0,0 | 4,7  |
| 1980/81  | Boston Celtics     | 16 | –  | 14,3 | 47,7 | 0,0  | 83,3 | 1,6 | 1,6 | 0,6 | 0,2 | 5,8  |
| 1981/82  | Boston Celtics     | 12 | –  | 25,8 | 40,9 | 0,0  | 68,6 | 2,1 | 4,0 | 1,2 | 0,2 | 8,3  |
| 1982/83  | Boston Celtics     | 7  | –  | 26,7 | 41,2 | 0,0  | 85,7 | 2,0 | 4,4 | 1,6 | 0,1 | 10,9 |
| 1983/84  | Boston Celtics     | 23 | –  | 26,8 | 48,5 | 27,3 | 72,0 | 2,3 | 4,2 | 1,5 | 0,0 | 12,5 |
| 1988/89  | Philadelphia 76ers | 3  | 0  | 23,0 | 40,0 | 28,6 | 33,3 | 2,3 | 1,7 | 0,7 | 0,0 | 8,0  |
| 1989/90  | Detroit Pistons    | 8  | 0  | 2,4  | 20,0 | 0,0  | 0,0  | 0,4 | 0,5 | 0,3 | 0,0 | 0,3  |
| 1990/91  | Detroit Pistons    | 10 | 1  | 4,0  | 25,0 | 0,0  | 0,0  | 0,1 | 0,6 | 0,1 | 0,0 | 0,8  |
| Carrière | Carrière           | 88 | 1  | 17,8 | 44,3 | 15,6 | 69,7 | 1,6 | 2,6 | 0,9 | 0,1 | 7,2  |

00 Parish · 
7 Archibald · 
20 Kreklow · 
30 Carr · 
31 Maxwell · 
32 McHale · 
33 Bird · 
40 Duerod · 
42 Ford · 
43 Henderson · 
45 Fernsten · 
53 Robey · 
Coach Fitch
00 Parish · 
3 Johnson · 
8 Wedman · 
28 Buckner · 
30 Carr · 
31 Maxwell · 
32 McHale · 
33 Bird · 
40 Clark · 
43 Henderson · 
44 Ainge · 
50 Kite · 
Coach Jones
00 Bedford · 
4 Dumars · 
10 Rodman · 
11 Thomas · 
12 Henderson · 
15 Johnson · 
22 Salley · 
23 Aguirre · 
33 Greenwood · 
35 Hastings · 
40 Laimbeer · 
53 Edwards · 
Coach Daly